# 大石田村山インターチェンジ
大石田村山インターチェンジ（おおいしだむらやまインターチェンジ）は、山形県村山市大字土生田にある東北中央自動車道のインターチェンジ（地域活性化インターチェンジ）である。
当初の整備計画では当インターチェンジを設置する予定はなかったが、山形県の要望により2012年（平成24年）4月に米沢中央IC、東根北IC、村山名取IC、村山本飯田ICと共に、高速自動車国道との連結許可がおり、設置されることになった。

## 歴史
- 2007年（平成19年）9月29日 : 東根 - 尾花沢の事業着手[1]。
- 2012年（平成24年）4月20日 : 地域活性化インターチェンジとして連結許可が下りる[2]。
- 2016年（平成28年）12月26日 : 当ICの名称が「村山大石田IC（仮称）」から「大石田村山IC」で正式決定[3]。
- 2018年（平成30年）4月15日 : 大石田村山IC - 尾花沢IC間開通に伴い、供用開始[4]。
- 2021年（令和3年）12月11日 : 村山本飯田IC - 大石田村山IC間開通[5]。

## 接続する道路
- 直接接続
  - 山形県道189号大石田土生田線
- 間接接続
  - 国道13号（山形北バイパス）

## 料金所
当ICを含む東根IC - 尾花沢IC間が国土交通省管轄の新直轄区間（無料区間）で整備されるため、料金所は設置されていない。

## 隣
E13 東北中央自動車道
(20-2) 村山本飯田IC - (21) 大石田村山IC - (22) 尾花沢IC